# Irina Szabo
Irina Szabo (n. 5 iunie 1940, Aita Mare -- d. ?) a fost un demnitar comunist român de origine maghiară, membru de partid din 1959. În 1979, Irina Szabo a fost decorată cu Ordinul Muncii clasa II-a. 

## Studii
- Facultatea de Științe Politico-Economice la Academia de Științe Social-Politice „Ștefan Gheorghiu“ (1982)